# Tanah Tinggi (Binjai Timur)
Tanah Tinggi is een bestuurslaag in het regentschap Binjai van de provincie Noord-Sumatra, Indonesië. Tanah Tinggi telt 5697 inwoners (volkstelling 2010).